# Peugeot (1906)

Peugeot 1906

Die Peugeot (1906) war ein Rennmotorrad des französischen Herstellers Peugeot. Der Zweizylinder-V-Motor mit 726 cm³ Hubraum leistete je nach Quelle 5 bis 7 hp. Der Motor der Peugeot (1906) hatte gesteuerte Auslassventile, die Einlassventile wurden „automatisch“ durch den Unterdruck des ansaugenden Kolbens geöffnet. Über einen Riemen wurde das Hinterrad direkt angetrieben. Walter „Skinny“ Collins durchfuhr im Februar 1907 in Los Angeles die Meile in einer Minute (entsprechend 96,5 km/h). Der Motor wurde auch an Norton geliefert; Rem Fowler gewann damit am 28. Mai 1907 das erste Rennen der Isle of Man TT. Später wurde von Peugeot ein Motor mit 944 cm³ Hubraum entwickelt mit dem North London Garage der erste gezeitete Geschwindigkeitsrekord gelang.